# Hilary Putnam

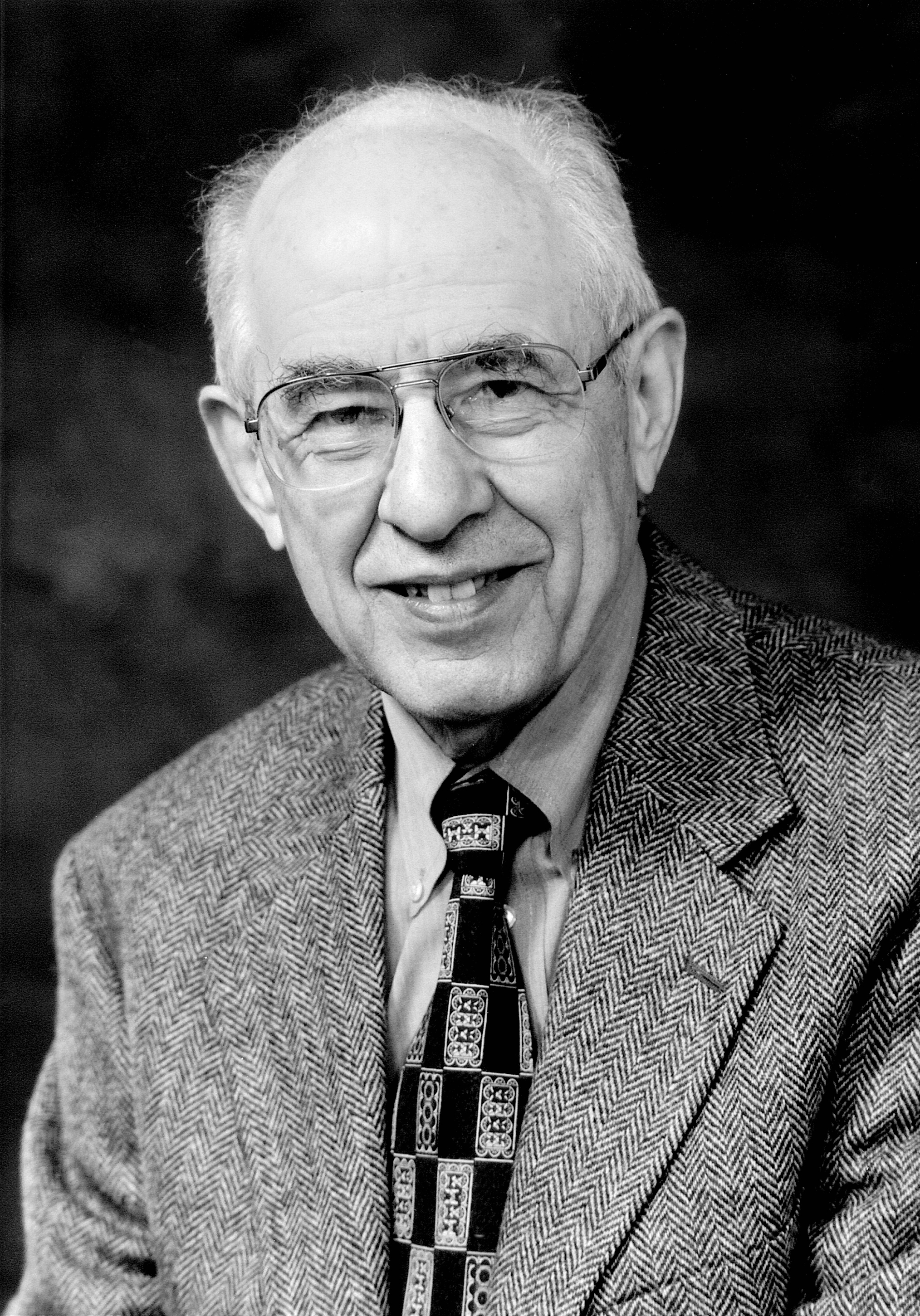
Hilary Putnam (2006)

Hilary Whitehall Putnam (* 31. Juli 1926 in Chicago, Illinois; † 13. März 2016 in Arlington, Massachusetts) war ein amerikanischer Philosoph. Er gilt als eine der Schlüsselfiguren der Sprachphilosophie und der Philosophie des Geistes im 20. Jahrhundert.

## Biografie
Putnam war der Sohn des Übersetzers und Romanisten Samuel Putnam, der als Journalist für den Daily Worker, ein Blatt der Kommunistischen Partei der USA (CPUSA), schrieb. Die Erziehung von Putnam war säkular, obwohl seine Mutter Riva Lillian, geb. Sampson (1893–1979) Jüdin war. Die ersten Lebensjahre wuchs Putnam in Frankreich auf, bis die Familie 1934 in die USA nach Pittsburgh zurückkehrte. An der Central High School lernte er Noam Chomsky kennen, mit dem er dauerhaft befreundet war, auch wenn sich ihre Ansichten teilweise stark unterschieden. Er studierte Philosophie und Mathematik an der University of Pennsylvania. Nach Abschluss des Bachelor of Arts setzte er sein Studium an der Harvard University und später an der University of California, Los Angeles bei Rudolf Carnap und Hans Reichenbach fort. Dort erwarb er 1951 bei Hans Reichenbach den Ph.D. (Doctor of Philosophy) mit einer Arbeit über The Meaning of the Concept of Probability in Application to Finite Sequences.
Danach übernahm er Lehrtätigkeiten an der Northwestern University in Evanston/Illinois und 1953 an der Princeton University in New Jersey. Hier hatte er zunächst einen auf ein Jahr befristeten Vertrag als Assistant Professor, der zweimal um drei Jahre verlängert wurde. 1960 erhielt er eine Festanstellung (tenure) und wurde zugleich Mitglied der mathematischen Fakultät, wo er bereits seit einiger Zeit Kurse in mathematischer Logik erteilte und Turingmaschinen zum Gegenstand machte. Im Jahr 1960 ging Putnam für ein Jahr als Guggenheim Fellow nach Oxford. 1961 wechselte er an das Massachusetts Institute of Technology (MIT). Dort lernte er seine Frau Ruth Anna Jacobs kennen, die ebenfalls am MIT Philosophie unterrichtete, und heiratete sie 1962. Auch Ruth Anna Jacobs, 1927 in Berlin, Deutschland geboren, hatte eine jüdische Mutter, Marie Kohn, Tochter des Arztes Hans Nathan Kohn. Sie entkam der Vernichtung durch den Nationalsozialismus versteckt in der Gothaer Villa ihrer nicht-jüdischen Großeltern Jacobs. Sie entstammt einer alten Gothaer Gelehrtenfamilie; der Großvater ihres Urgroßvaters war der bedeutende Altertumsforscher und Schriftsteller Christian Friedrich Wilhelm Jacobs, der Historienmaler Paul Emil Jacobs ist ihr Ururgroßonkel.
Das Ehepaar Putnam entschloss sich als Zeichen gegen den Antisemitismus dazu, ihre Kinder in einem Haushalt zu erziehen, in dem jüdische Lebensweisen gepflegt werden. Sie lernten daher Hebräisch und auch die Anwendung der jüdischen Zeremonien. 1994 feierte Hilary und 1998 Ruth Anna eine verspätete Bar Mitzwah. 1965 wechselten die Putnams nach Harvard, wo Hilary Putnam bis zu seiner Emeritierung im Jahr 2000 lehrte. Bis zu seinem Tod war er dort „John Cogan University Professor emeritus“.
In den späten 1960er und frühen 1970er Jahren setzte Putnam sich sehr gegen den Vietnamkrieg und für die amerikanische Bürgerrechtsbewegung ein. Er verfolgte ab 1968 seine politischen Ziele in der Progressive Labor Party (PLP), einer marxistisch-leninistischen Studentenpartei. Die Leitung der Harvard-Universität versuchte, Putnam wegen seiner politischen Tätigkeit zu zensieren; dies konnte von Putnam mit der Hilfe einer großen Zahl von Freunden und Unterstützern abgewehrt werden. Es ist nicht genau bekannt, wann Putnam seine Verbindung zur PLP auflöste, bis 1975 hatte er jeden Kontakt mit der Organisation abgebrochen. 1997 gab er bei einem Treffen von ehemaligen Wehrdienstverweigerungsaktivisten in Boston zu, mit dem Eintritt in die PLP einen Fehler begangen zu haben. Er sagte, er sei zunächst beeindruckt gewesen vom Engagement der PLP in Bündnissen mit anderen Gruppierungen und von ihrer Bereitschaft, die Armee von innen zu unterwandern.
Putnams Veröffentlichungen zu politischen Themen sind jedoch weniger zahlreich als seine philosophischen Beiträge. Zu nennen sind hier die Aufsätze How Not to Solve Ethical Problems (1983) und Education for Democracy (1993).
Putnam wurde 1976 zum Präsidenten der American Philosophical Association gewählt und war seit 1966 Mitglied der American Academy of Arts and Sciences sowie korrespondierendes Mitglied der British Academy seit 1978. Im akademischen Jahr 1994/1995 war Putnam Fellow am Wissenschaftskolleg zu Berlin. Ihm wurden der Rolf-Schock-Preis 2011 und der Lauener Preis 2012 zugesprochen.

## Werk

### Überblick
Bereits in seiner Dissertation The Meaning of the Concept of Probability in Application to Finite Sequences hat sich Putnam mit zwei grundlegenden Themen befasst, die einerseits im Logischen Empirismus und andererseits in der analytischen Philosophie im Vordergrund der seinerzeit aktuellen Diskussionen standen: die mathematische Logik und die Frage nach der Bestätigung wissenschaftlicher Theorien. In der Folge hat Putnam Aufsätze zu einer großen Bandbreite von Themen veröffentlicht, die von der Philosophie der Mathematik und Logik über die Wissenschaftstheorie, die Erkenntnistheorie, die Sprachphilosophie und die Philosophie des Geistes bis hin – in seinem Spätwerk verstärkt – zur politischen Philosophie, zur Ethik und zur Religionsphilosophie reichen. Putnam hat dabei jeweils zu aktuellen Debatten grundlegende Überlegungen beigetragen. Ein Problem, einen Überblick über sein Gesamtwerk zu gewinnen, liegt darin, dass die Aufsätze sich jeweils auf einen bestimmten Aspekt konzentrieren und Putnams einzelne Positionen sich im Laufe der Zeit zum Teil so stark verändert haben, dass sie mit früheren Thesen nicht vereinbar sind. Das Werk Putnams ist in einer Reihe von Sammelbänden zusammengefasst, in denen die wichtigsten Aufsätze dennoch kaum durch eine innere Struktur verbunden sind. Auch in diesen Büchern spiegelt sich eher die historische Denkentwicklung Putnams wider.

### Ideengeber
In einer Rückschau nennt Putnam zu zwölf Philosophen, die ihn je auf ihre Weise besonders nachhaltig beeinflusst haben, je einen für ihn wichtigen Grundgedanken. Von Morton White, seinem Lehrer in Pittsburgh – dem Schüler und späteren Kollegen von Quine, der ihm riet, nach Harvard zu gehen, – lernte er die Zurückweisung der seit Kant diskutierten Dichotomie von analytischen und synthetischen Sätzen (Zwei Dogmen des Empirismus); in Konsequenz auch die Zurückweisung der Dichotomie von Tatsachen und Werten. White hat diese Auffassung nach Putnam zeitgleich und in Zusammenarbeit mit Quine entwickelt, wobei White die Quine’sche Reduktion von Theorien auf die Wissenschaften ablehnte. 
Quine seinerseits hatte vielerlei Einfluss auf Putnam, zunächst als Lehrer und später als Kollege. Von ihm hat Putnam unter anderem die Überzeugung übernommen, dass Mathematik als integraler Bestandteil der gesamten Wissenschaften gedacht werden muss und keine isolierte Position einnimmt. Sein Doktorvater Hans Reichenbach vermittelte Putnam vor allem die Wichtigkeit der Klärung der begrifflichen Grundlagen von Theorien, wohingegen er von vornherein Reichenbachs Verifikationismus ablehnte. Rudolf Carnap, der bei Eintreffen Putnams in Princeton sein zweites Jahr eines zweijährigen Studienaufenthaltes am Institute for Advanced Study verbrachte, ermutigte Putnam zur Beschäftigung mit der rekursiven induktiven Logik. Aus diesem theoretischen Feld heraus hat Putnam seine Theorie des Funktionalismus (Computer als Modell für geistige Aktivitäten) entwickelt, die er jedoch spätestens mit den Arbeiten zu seinem Buch „Representation and Reality“ aufgegeben hat. 
Während einer einjährigen Lehrtätigkeit in Princeton hielt Paul Ziff (1920–2003) ein Seminar über semantische Analyse ab. Im Rahmen des Seminars, an dem unter anderen Paul Benacerraf, Jerry Fodor, Jerrold Katz, Noam Chomsky, der zeitgleich für ein Jahr am Institute for Advanced Study arbeitete, und als Gäste aus Oxford Christopher Kirwan und David Wiggins (* 1933) teilnahmen, hat auf Putnam besonders die These gewirkt, dass es aus Sicht der empirischen Linguistik keine Argumente für einen Nonkognitivismus in Hinblick auf ethische Werte gibt. Diese Auffassung hat Putnam über die Jahre begleitet und sie in seinen jüngeren Arbeiten The Collapse of the Fact/Value Dichotomy und Ethics Without Ontology beibehalten. Während eines Kurzaufenthaltes von John Austin im Jahr 1959 in Princeton war Putnam so beeindruckt, dass er sein erstes Sabbatical 1960/61 in Oxford verbrachte, wo er von Austin eingeladen wurde, an dessen „Saturday Morning Group“ teilzunehmen. Hier lernte Putnam die Bedeutung der Philosophie der normalen Sprache (Ordinary Language Philosophy) schätzen, auch wenn Austin noch während seines Aufenthaltes verstarb und Paul Grice die Leitung der Gruppe übernahm.
Mit Richard Boyd, den Putnam bereits als Studenten am MIT kennengelernt hatte, arbeitete er in Harvard eng über Fragen des wissenschaftlichen Realismus zusammen und übernahm von ihm die These, dass Begriffe in einer reifen Wissenschaft normalerweise eine Referenz haben und Theorien in einer reifen Wissenschaft normalerweise der Wahrheit angenähert sind. Dies führt zu der schlagwortartigen These, dass der wissenschaftliche Realismus die einzige wissenschaftstheoretische Position ist, nach der der Erfolg der Wissenschaften nicht als Wunder betrachtet werden muss. 
Ebenfalls eng befreundet in Harvard war Putnam mit James Conant, von dem er gelernt hat, dass eine Auseinandersetzung mit Wittgenstein sehr hilfreich bei der Klärung von Begriffen und theoretischen Konzepten ist, ohne dass man in eine totale Metaphysikkritik verfallen muss. Die William James Lectures von Michael Dummett im Jahr 1976 in Harvard halfen Putnam, seinen Realismusbegriff erneut zu überarbeiten. Dies führte über die Jahre zur Aufgabe des internen Realismus und der Neuformulierung der eigenen Position ab ca. 1990 als direkten Realismus. 
Auch mit Richard Rorty verband Putnam eine gute Freundschaft, auch wenn die beiden in der Interpretation von James und Dewey in einer Reihe von Punkten nicht übereinkommen konnten. Aus diesen vielen Themen ragt besonders die Frage der Repräsentation heraus, die Rorty ähnlich wie Derrida strikt ablehnte. Die wechselseitige Kritik bezeichnet Putnam als anregend und ernsthaft zugleich. In der von Putnam mit einigen Umwegen entwickelten Position des naiven Realismus fühlt er sich besonders von John McDowell bestärkt. 
Als letzten seiner bedeutenden Ideengeber verweist Putnam auf Stanley Cavell und dessen Theorie des moralischen Perfektionismus. Cavell hat Putnam verdeutlicht, dass auch Klassiker wie Emerson, Kierkegaard, Sartre, Marx und Thoreau als Teil der philosophischen Debatte zu betrachten sind und den philosophischen Horizont wesentlich erweitern können. Das Ergebnis dieser Gedanken ist Putnams jüngstes Buch über die jüdischen Philosophen Martin Buber, Emmanuel Levinas und Franz Rosenzweig.

### Ablehnung des Verifikationismus
Während Putnam zu einer Reihe von Themen seine Position ständig fortentwickelt und hierbei auch grundlegende Brüche in seiner Philosophie in Kauf genommen hat, war die Ablehnung des Verifikationismus eine fortdauernde und allen seinen Überlegungen zugrunde liegende Grundhaltung, die sich schon in seinen frühen Aufsätzen findet.
Der Verifikationismus ist ein grundlegender Baustein des Logischen Empirismus, also der philosophischen Position, für die Putnams frühe Lehrer Reichenbach und Carnap als herausragende Vertreter gelten. Kennzeichnend ist die These, dass die Wahrheit von Aussagen entweder analytisch ist, wenn sie sich auf Fragen der Mathematik oder der formalen Logik beziehen, oder aber synthetisch, wenn sie anhand empirischer Erfahrung überprüft und bestätigt – verifiziert – werden können. Hintergrundannahme des Verifikationismus ist, dass es eine genaue Beschreibung der Wirklichkeit gibt, der sich die Wissenschaften im Rahmen ihrer Forschungen immer mehr annähern.
Philosophische Aussagen über Themen, die nicht empirisch überprüft werden können, z. B. über ethische Werte oder über Fragen der Religion und der Kunst, gelten den Verifikationisten als Kategorienfehler. Solche Aussagen befassen sich mit Scheinproblemen, die nicht durch die Wissenschaften oder die Philosophie gelöst (also als wahr oder falsch eingestuft) werden können, sondern eine Frage der (gesellschaftlichen) Festlegung, also von Konventionen sind. Putnam hat in seiner Ablehnung des Verifikationismus auch die Ablehnung des Konventionalismus stets eingeschlossen. Er hat alle Positionen, die am Ende auf eine erkenntnistheoretische Trennung von Tatsachen und Werten hinauslaufen, in ihren verschiedenen Aspekten zurückgewiesen.
Eine der Konsequenzen des Logischen Empirismus ist, dass man subjektive Einstellungen, Empfindungen oder Emotionen (allgemein: Qualia) nur mit den Methoden des Behaviorismus untersuchen kann, weil Aussagen aus der Erste-Person-Perspektive für einen Dritten empirisch nicht nachvollziehbar gemacht werden können. Putnam argumentiert hier von Anbeginn ganz im pragmatischen Sinn, dass es für die Wahrheit einer psychologischen Aussage nicht maßgeblich sei, dass man sie anhand einer Definition durch einen bestimmten Katalog von Symptomen (jemand ist ärgerlich, wenn er rot wird, brüllt und mit den Händen fuchtelt) verifizieren kann Vielmehr ist ein Begriff wie Ärger vor dem Hintergrund bestehender Überzeugungen Inhalt einer sprachlichen Praxis, die durch eine Begriffsdefinition jeweils nur unvollständig erfasst werden kann. Die Kriterien, die man zur empirischen Bestimmung eines Begriffs wie Ärger festlegen kann, sind stets induktiv und fallibel. Der Versuch einer so gearteten Definition eines Begriffs wie Ärger führt zudem in einen Zirkel, weil man keinen Katalog aufstellen kann, ohne nicht schon einen Vorbegriff von Ärger zu haben. Noch problematischer ist der Versuch, auf verifikationistischem Weg Erklärungen für Ursachen von derartigen Phänomenen zu finden. Man kann beispielsweise Aussagen über Phänomene der Multiplen Sklerose (Putnams Beispiel) nicht in Aussagen über die Krankheit Multiple Sklerose übersetzen, weil Wirkungen keinen unmittelbaren Rückschluss auf ihre Ursachen ermöglichen. Es bedarf eines kompetenten Sprechers, um diese Zusammenhänge herzustellen, der auf Erfahrungen zurückgreift, die über ein allein sprachlich bestimmtes Wissen hinausreichen.
„Wenn ich entdecke, dass einer der Indikatoren, die ich verwendet habe, ein schlechter Indikator ist (mit abnehmender Korrelation zu den neuen Indikatoren), sage ich nicht etwa ‚Nun, diese Person hat den Zustand C, weil ich das so definiert habe‘; vielmehr sage ich ‚diese Person hat nicht den Zustand C, weil ich mich bei der Wahl des Indikators geirrt habe‘.“
Der normale Sprecher bezieht sich unter normalen Umständen auf Sachverhalte, ohne eindeutige Kriterien zur Identifikation zu haben. Ihm genügt es, wenn seine Begriffe eine ausreichende Unterscheidung in der Praxis ermöglichen und er ist lernfähig, indem er seine Begriffe neu gewonnenen Überzeugungen anpasst.
Die Unterscheidung von analytischen und synthetischen Urteilen, wie sie im Logischen Empirismus getroffen wird, lehnt Putnam ebenso wie Quine ab. Zugleich weist Putnam darauf hin, dass man dabei aber nicht so weit gehen darf, dass man die Unterscheidung von Bedeutungsfragen und Sachfragen außer Acht lässt. Es gibt rein tautologische Sätze wie ‚ein Junggeselle ist ein unverheirateter Mann‘, andererseits definitorische Sätze wie ‚Wasser ist H2O‘, die man empirisch überprüfen kann.
Man kann vier Leitideen herausarbeiten, die als Hintergrundannahmen zu allen Arbeiten Putnams gültig sind:
- metatheoretisch: ein pragmatischer Ansatz aus der Teilnehmerperspektive
- inhaltlich: Möglichkeit des Irrtums und der Verbesserung (Fallibilismus)
- methodisch: Unterbestimmtheit von Theorien in Hinblick auf ihre Anwendungsmöglichkeiten
- epistemisch: Realistischer Standpunkt bei der Bestimmung möglicher Bezugsobjekte.

Im Laufe seiner philosophischen Entwicklung hat Putnam diese Leitideen allerdings mit sehr unterschiedlich ausgeprägten Theorien verbunden.

### Was Theorien nicht sind
In einem grundlegenden Aufsatz aus dem Jahr 1960 (What Theories Are Not) hat Putnam seine pragmatische Sprachauffassung auf den Bereich der Wissenschaftstheorie angewandt. Hierin setzte er sich mit der seinerzeit gängigen Praxis auseinander, zwischen Beobachtungsaussagen und Theorieaussagen zu unterscheiden. Ziel der Kritik ist dabei erneut der Logische Empirismus, etwa die späte Konzeption Carnaps von Theorien als Axiomensystem. Hiernach wird die Theoriesprache als Kalkül formuliert und ist zunächst uninterpretiert. Die Beobachtungsbegriffe dienen der Beschreibung der Situation des empirischen Forschens (etwa von Experimenten). Sie erst geben dem theoretischen Modell seine Bedeutung.
Wenn man Theoriebegriffe im Gegensatz zu Beobachtungsbegriffen so auffasst, dass sie sich auf die Klasse der Gegenstände beziehen, die nicht beobachtbar sind, ergibt sich nach Putnam das Problem, dass es viele Dinge gibt, die nicht beobachtbar sind, aber keine theoretischen Begriffe. Hierunter fallen etwa die Begriffe aus dem Bereich der Empfindungen. Andererseits haben Beobachtungsbegriffe theoretische Implikationen, wie etwa der Begriff der elektrischen Ladung positive oder negative Werte annehmen kann, während Masse nur mit positiven Werten beschrieben wird. Es gibt nicht nur in der Messpraxis viele Beobachtungsbegriffe, die zugleich die Funktion von theoretischen Begriffen haben. Für Putnam gibt es hier keine scharfen Trennlinien. Andererseits ist für Putnam unstrittig, dass es theoretischer Begriffe bedarf, um wissenschaftliche Theorien (Überzeugungssysteme) überhaupt zu entwickeln,
„Warum theoretische Begriffe? Warum solche Begriffe wie Radiostern, Virus oder Elementarteilchen? Weil wir ohne solche Begriffe nicht über z. B. Radiosterne, Viren oder Elementarteilchen reden könnten – und wir möchten über sie reden, um mehr über sie zu lernen, um ihr Verhalten und ihre Eigenschaften besser zu erklären.“
Hier wird die Hintergrundannahme des Realismus deutlich. Den Vorgang des Lernens kann man nur erklären, wenn man die Unabhängigkeit von Zeichen und Bezeichnetem voraussetzt.
Die Trennung von Beobachtungsbegriffen und theoretischen Begriffen im Logischen Empirismus hat ihre Entsprechung in der traditionellen Unterscheidung von Dingen und Vorstellungen etwa bei Berkeley und Mach. Weil im Positivismus nach Putnam keine Referenz auf wirkliche Dinge, sondern nur auf Vorstellungen angenommen werde, werden wissenschaftliche Theorien nur als interpretierte Kalküle aufgefasst.
„Der Positivist behauptet nicht in einem transtheoretischen [theorieunabhängigen] Sinn von ‚wahr‘, daß eine wissenschaftliche Theorie ‚wahr‘ sei; die einzigen transtheoretischen Begriffe, die er besitzt, befinden sich auf der Ebene von ‚führt zu erfolgreicher Voraussage‘ und ‚ist einfach‘. Er muß, ganz wie der Berkeleyaner, auf die Position zurückfallen, daß wissenschaftliche Theorien nützlich sind, anstatt wahr oder annähernd wahr zu sein.“
Eines der Grundprobleme des Positivismus sieht Putnam darin, dass dieser keinen Wahrheitsbegriff bieten könne, der der wissenschaftlichen Praxis entspricht. Der praktizierende Wissenschaftler sucht nicht die einfachste (in einem Kalkül ausdrückbare) Theorie, sondern die, die mit der höchsten Wahrscheinlichkeit der Wahrheit entspricht. Ebenso kann der Versuch, eine formale Logik der Bestätigung zu formulieren, nicht funktionieren, weil im Positivismus die Bedeutung eines Begriffs nur innerhalb einer einzelnen Theorie gegeben ist. Denn nach Auffassung der Positivisten, ähnlich wie bei Feyerabend, verändert sich die Bedeutung eines Begriffs mit der Veränderung der Theorie. Damit kann aber die Bedeutung eines Begriffs nicht in einer Theorie der Bestätigung transtheoretisch vereinheitlicht werden. Er hat keine stabile Referenz. Besonders augenfällig ist das Problem der Formalisierbarkeit in den Sozialwissenschaften, denen im Sinne des Positivismus nur ein geringer Grad an Wissenschaftlichkeit zukommt. Aber auch in der Physik sind Theorien mit Annahmen und Zusatzhypothesen verbunden, die sich im Laufe der Zeit als unzutreffend erweisen können, ohne dass sich die Bedeutung der Kernbegriffe verändern muss. So etwa der Begriff der Gravitation, der für Putnam transtheoretisch gültig ist, auch wenn im Laufe der Zeit von Newton bis heute die „Geschichte der Himmelsmechanik“ immer wieder angepasst werden musste. Ein klassisches Beispiel Putnams ist die Beschreibung eines Elektrons durch Niels Bohr, der um 1911 die Auffassung vertrat, man könne einem Elektron sowohl einen Ort als auch einen Impuls zuordnen. Im Rahmen der Quantenmechanik, entwickelt um 1930, kam man zu der Auffassung, dass man entweder nur den Impuls oder nur den Ort eines Elektrons bestimmen kann. Bohr hat nach Putnam in beiden Theorien auf das Konzept eines Elektrons in gleicher Weise referiert. „In der Wissenschaftstheorie ist zu sehr vernachlässigt worden, daß wissenschaftliche Probleme ebenso oft die Form haben, zusätzliche Hypothesen zu finden, wie die, Voraussagen zu machen.“
Putnam verstärkt diese Argumentation mit dem Wunderargument:
„Das typische realistische Argument gegen den Idealismus ist, daß er den Erfolg der Wissenschaft zu einem Wunder macht. […] Der moderne Positivist muß es außerdem unerklärt lassen (so der Angriff der Realisten) daß ‚Elektron-Kalküle‘, ‚Raum-Zeit-Kalküle‘ und ‚DNS-Kalküle‘ beobachtbare Phänomene richtig vorhersagen, wenn es in Wirklichkeit keine Elektronen, keine gekrümmte Raum-Zeit und keine DNS-Moleküle gibt. Gibt es solche Dinge, dann ist eine natürliche Erklärung des Erfolgs jener Theorien, daß sie teilweise wahre Auffassungen davon sind, wie diese sich verhalten. […] Wenn diese Gegenstände aber überhaupt nicht wirklich existieren, dann ist es ein Wunder, dass eine Theorie, die von Anziehungskraft auf Distanz handelt, erfolgreich Phänomene voraussagt, es ist ein Wunder, daß eine Theorie, die von gekrümmter Raum-Zeit handelt, erfolgreich Phänomene voraussagt, und die Tatsache, daß die Gesetze der ersten Theorie ‚im Endeffekt‘ von den Gesetzen der zweiten Theorie ableitbar sind, hat keine methodologische Bedeutung.“

### Philosophie des Geistes
Putnam ist einer der zentralen Theoretiker in der Philosophie des Geistes. In den sechziger Jahren entwickelte er eine Position, die unter dem Namen Funktionalismus bekannt geworden ist. Sie basierte ursprünglich auf einer Analogie vom menschlichen Bewusstsein zur Funktionsweise von Computern. Die Automatentheorie und das Konzept der Turing-Maschine lieferten die Grundlagen des Modells. Automaten lassen sich funktional beschreiben, das heißt hinsichtlich der Ursachen-Wirkungs-Beziehungen bestimmter Zustände zu anderen Zuständen, Eingaben und Ausgaben. Genau das sollte auch beim Menschen möglich sein. Mentale Zustände sollten individuiert werden durch funktionale Rollen.
Mit dem Aufstieg des Funktionalismus war ein rasanter Popularitätsverlust der Identitätstheorie verbunden. Die Identitätstheorie hatte behauptet, dass mentale Zustände und neuronale Zustände identisch seien. Putnam argumentierte dagegen, dass dies aufgrund der multiplen Realisierbarkeit von mentalen Zuständen nicht möglich sei. Damit ist gemeint, dass Wesen den gleichen mentalen Zustand haben können, obwohl sie ganz verschiedene neuronale Zustände haben. Auch hier war eine Analogie zum Computer möglich: Auf Computern mit verschiedener Hardware kann die gleiche Software laufen. Die Programme sind also multipel realisierbar. Mentale Zustände sollten entsprechend die „Software des Gehirns“ sein.
Putnam hat sich in den achtziger Jahren vom Funktionalismus abgewandt. Er war der Meinung, dass mentale Zustände weder mit neuronalen noch mit funktionalen Zuständen identisch sind. Dennoch ist Putnam kein Dualist geworden. Der Dualist meint, dass es zwei Arten von Objekten gibt: mentale und physische. Putnam dagegen meinte, dass das Leib-Seele-Problem in seiner aktuellen Form auf einer falschen Sicht der Ontologie basiere. Wenn man sich von einem metaphysischen Realismus abwendet, so verschwindet auch die Frage, womit denn nun der Geist identisch sei. Der Geist ist nicht reduzierbar. Diese Auffassung steht in Verbindung mit der von Putnam begründeten antirealistischen Theorie des Internen Realismus.
Im Zuge der Weiterentwicklung seiner Position vertritt Putnam in seinem Werk The Threefold Cord (1999) eine an John Langshaw Austin angelehnte Version des Naiven Realismus.
Dies korrelierte mit einer Wende in der Philosophie des Geistes: So vertritt Putnam nun die Ansicht, dass das Leib-Seele-Problem auf sprachlichen Problemen und Kategorienfehlern beruhe. Er sieht dabei einen engen Zusammenhang neuzeitlicher Vorstellungen, die von Descartes bis in die Gegenwart reichen, mit religiösem Denken, das eine Seele postuliert. Der Dualismus als Position scheidet allein deshalb aus, weil er das Prinzip der Geschlossenheit physikalischer Systeme verletzt. Aber auch moderne Monismen wie etwa der Epiphänomenalismus bei Davidson oder der differenzierte Physikalismus bei Jaegwon Kim beruhen für Putnam auf der falschen Vorstellung einer Vermittlung der Wirklichkeit durch Sinnesdaten oder Ähnliches. Putnam nennt solche Positionen „Cartesianism cum Materialism“. Sie beinhalten die Trennung primärer und sekundärer Qualitäten in der Wahrnehmung (Locke), die dadurch entsteht, dass die Objekte der Wahrnehmung als Repräsentationen aufgefasst werden, die die Grundlage mentaler Zustände bilden. Nur wenn man das Bild eines „inneren Theaters“ aufgibt, kann man das „endlose Recycling“ verschiedener Positionen in der Philosophie des Geistes vermeiden. Der Geist ist nicht ein immaterieller Teil unserer selbst, sondern eine Weise, die Anwendung bestimmter Fähigkeiten, die wir haben, zu beschreiben. Diese überlagern (supervenieren) die Gehirnaktivitäten und können nicht durch Reduktion erklärt werden.

### Sprachphilosophie
Ein wichtiger Beitrag von Putnam zur Sprachphilosophie ist die These, dass „Bedeutungen nun mal nicht im Kopf“ sind (“meaning just ain’t in the head”). Putnam verdeutlicht dies mit dem „Gedankenexperiment einer Zwillingserde“. Er geht davon aus, dass ein Erdenbewohner eine Flüssigkeit sieht und diese „Wasser“ nennt, und ein Zwilling, der ihm bis ins letzte Detail gleicht, auf einem anderen Planeten ebenfalls eine Flüssigkeit sieht und sie ebenfalls „Wasser“ nennt. Wenn nun die Flüssigkeit auf dem anderen Planeten nicht H2O ist, sondern etwa XYZ, dann meinen die beiden mit „Wasser“ etwas Unterschiedliches, obwohl Wasser für beide dieselbe Funktion hat. Diese Sichtweise beinhaltet die kripkesche These starrer Designatoren, die Putnam auch auf natürliche Begriffe wie Wasser, Tiger oder Gold anwendet. Wenn der Erdling wüsste, dass die Flüssigkeit auf der Zwillingserde nicht H2O, sondern XYZ ist, würde er sie nicht Wasser nennen. XYZ ist eine zum Wasser der Erde unterschiedliche Extension und hätte damit eine andere Bedeutung. Die Position Putnams bezeichnet man auch als „Semantischer Externalismus“, da die Bedeutung nicht a priori entsteht, sondern von einem externen Einfluss abhängig ist.
Putnam vertritt weiterhin die These der „universellen sprachlichen Arbeitsteilung“. Den Begriff Gold kennen sehr viele Mitglieder einer Sprachgemeinschaft. Nur einige davon sind jedoch in der Lage, Gold von Katzengold aufgrund von chemischen Kenntnissen zu unterscheiden.
„Jede Sprachgemeinschaft weist die eben beschriebene Art von sprachlicher Arbeitsteilung auf, das heißt, sie verwenden wenigstens einige Ausdrücke, für die gilt: Die mit diesen Ausdrücken verknüpften Kriterien kennt jeweils nur eine Teilmenge der Menge aller Sprecher, die diesen Ausdruck beherrschen, und ihre Verwendung durch andere Sprecher beruht auf einer spezifischen Kooperation zwischen diesen und den Sprechern aus den jeweiligen Teilmengen.“
Eine genaue Bestimmung der Extension eines Ausdrucks ist damit oftmals nur einem Kreis darauf spezialisierter Sprecher möglich.
Damit ist die in Anlehnung an Gottlob Frege vom logischen Empirismus (insbesondere Rudolf Carnap) aufgestellte These, dass die Intension eines Ausdrucks dessen Extension bestimmt, nach Putnam nicht zutreffend. Zugleich lehnt Putnam die von ihm selbst früher als Funktionalismus vertretene These ab, dass Bedeutung einem mentalen Zustand entspricht. Bedeutung ist für Putnam (entsprechend seiner neueren These des internen Realismus) externalistisch zu beurteilen, das heißt auch durch materielle und soziale Umwelteinflüsse bestimmt. Die Äußerungen und auch die Gedanken eines Subjekts entstehen nicht nur aufgrund interner Vorgänge, sondern auch in Abhängigkeit von externen Gegenständen, Sachverhalten oder Ereignissen. Die Sprachgemeinschaft bestimmt die Extension, die aber auch von der Umwelt abhängig ist.
Eine weitere Komponente der Putnamschen Sprachphilosophie ist die des Stereotyps. Danach kennt der normale Sprecher die übliche Sprachverwendung eines Ausdrucks nur in einem begrenzten Umfang, der ihm aber für eine gelingende Kommunikation ausreicht. So verbindet man üblicherweise mit dem Begriff des Tigers eine große Katze mit einem gelben Fell und schwarzen Streifen, die im Dschungel lebt. Dass es die größte Katzenart ist und dass es neun Unterarten gibt, ist den meisten Menschen nicht bekannt. Wenn dazu noch das Plüschtier Winnie Poohs bedacht würde, besonders eben den Tiger der speziellen Geschichte, versteht sich „die Bedeutung von Bedeutung“ laut Putnam in seinem so betitelten Buch deutlicher. Dies gilt für eine Vielzahl von Begriffen, sei es „saurer Regen“, „Konjunktur“ oder „Himalaja“. Die individuelle Sprachkompetenz spielt in einer Sprachgemeinschaft eine untergeordnete Rolle.

### Philosophie der Mathematik
Putnam trug zum Beweis der Unentscheidbarkeit von Hilberts 10. mathematischem Problem (Lösung einer diophantischen Gleichung) bei.
Die von ihm 1964 zusammen mit Paul Benacerraf herausgegebene Aufsatzsammlung Philosophy of Mathematics: Selected Readings enthält eine Einführung in die Philosophie der Mathematik.
Putnam vertrat die Meinung, dass in der Mathematik wie in der Physik und anderen empirischen Naturwissenschaften keine streng logischen Beweise, sondern „quasi-empirische“ Methoden verwendet werden, wenn sie auch nicht ausdrücklich als solche gekennzeichnet werden. Als Beispiel nannte er einen durch viele einzelne Berechnungen geführten Versuch, den großen fermatschen Satz zu beweisen. Selbst wenn auf solche Art empirisch gewonnenes Wissen als Vermutung und nicht als strenger Beweis behandelt wird, wird es doch als Grundlage zur Entwicklung mathematischer Ideen benutzt.

### Philosophie der Philosophie
Putnams Beiträge zu Fragen der so genannten Metaphilosophie sind zwar weniger bekannt als die Richard Rortys, versuchen jedoch – im Gegensatz zu Rorty und anderen Neopragmatikern – Relativismus zu vermeiden.

## Veröffentlichungen
Bücher und Aufsatzsammlungen
- Meaning of the Concept of Probability in Application to Finite Sequences, Dissertation von 1951, Erstdruck: Garland Publishing 1990, Routledge Chapman & Hall, London 2011, ISBN 978-0-415-68794-2.
- Philosophy of Mathematics: Selected Readings. Hrsg. mit Paul Benacerraf. Prentice-Hall, Englewood Cliffs, N.J. 1964.; 2. Aufl. Cambridge University Press, Cambridge 1983. ISBN 0-521-29648-X.
- Philosophy of Logic. Harper and Row, New York 1971; George Allen and Unwin, London 1972. ISBN 0-04-160009-6.
- Philosophical Papers: Volume 1, Mathematics, Matter and Method. Cambridge University Press, Cambridge 1975, ISBN 0-521-29550-5.
- Philosophical Papers: Volume 2, Mind, Language and Reality. Cambridge University Press, Cambridge 1979, ISBN 0-521-29551-3.
- Meaning and the Moral Sciences. Routledge and Kegan Paul, London 1978.
- Reason, Truth, and History. Cambridge University Press, Cambridge 1981. (paperback 2004), ISBN 0-521-29776-1.
- Philosophical Papers: Volume 3, Realism and Reason. Cambridge University Press, Cambridge 1983. ISBN 0-521-31394-5.
- The Many Faces of Realism. Open Court, La Salle, Ill. 1987. ISBN 0-8126-9043-5.
- Representation and Reality. MIT Press, Cambridge, Mass 1988, ISBN 0-262-66074-1.
- Realism with a Human Face. Hrsg. von James Conant. Harvard University Press, Cambridge, Mass. 1990. ISBN 0-674-74945-6.
- Pragmatism: An Open Question. Blackwell, Oxford 1995. ISBN 0-631-19343-X.
- Renewing Philosophy. Harvard University Press, Cambridge, Mass. 1992, ISBN 0-674-76094-8.
- Words and Life. Hrsg. von James F. Conant. Harvard University Press, Cambridge, Mass. 1994. ISBN 0-674-95607-9.
- Pragmatism: An Open Question. Blackwell, Oxford 1995. ISBN 0-631-19343-X.
- The Threefold Cord Mind, Body and World. Columbia University Press, New York 1999. ISBN 0-231-10287-9.
- The Collapse of the Fact/Value Dichotomy and Other Essays. Harvard University Press, Cambridge, Mass. 2004 ISBN 0-674-01380-8.
- Ethics Without Ontology. Harvard University Press, Cambridge, Mass. 2004 ISBN 0-674-01310-7 (Review)
- Jewish Philosophy as a Guide to Life: Rosenzweig, Buber, Levinas, Wittgenstein. (Helen and Martin Schwartz Lectures in Jewish Studies) Indiana University Press, Bloomington 2008. ISBN 978-0-253-35133-3.

deutschsprachige Ausgaben
- Vernunft, Wahrheit und Geschichte (Reason, Truth, and History [1981]). Suhrkamp, Frankfurt am Main 1982 ISBN 3-518-06034-1 (Rezension von Andreas Kemmerling)
- Repräsentation und Realität (Representation and Reality [1988]). Suhrkamp, Frankfurt am Main 1991 ISBN 3-518-58090-6.
- Die Bedeutung von „Bedeutung“ (The Meaning of „Meaning“) mit einer Einleitung von Wolfgang Spohn. 2. Auflage. Klostermann, Frankfurt am Main 1990 ISBN 3-465-02224-6 (englisch als Aufsatz in: Mind, Language and Reality, 1975, 215–271)
- Für eine Erneuerung der Philosophie (Renewing Philosophy [1992]). Reclam, Stuttgart 1997 ISBN 3-15-009660-X (Rezension in Die Zeit vom 26. Februar 1998)
- Von einem realistischen Standpunkt. Schriften zur Sprache und Wirklichkeit. Übersetzt und eingeleitet von Vincent C. Müller, Rowohlt, Reinbek 1993, ISBN 3-499-55539-5 (Aufsatzsammlung mit Texten von 1973 bis 1988)
- Pragmatismus – eine offene Frage (Pragmatism: An Open Question [1995]). Campus, Frankfurt u. a. 1995 ISBN 3-593-35260-5.
- „Plädoyer für die Verabschiedung des Begriffs ´Idolatrie´“ („Let´s Stop Using the Notion of ´Idolatry´“), in: Ludwig Nagl (Hrsg.): Religion nach der Religionskritik, Wiener Reihe. Themen der Philosophie, Band 12, Oldenbourg Verlag – Akademie Verlag, Wien/Berlin 2003, ISBN 3-7029-0470-0, S. 49–59.